# Helga Stöver

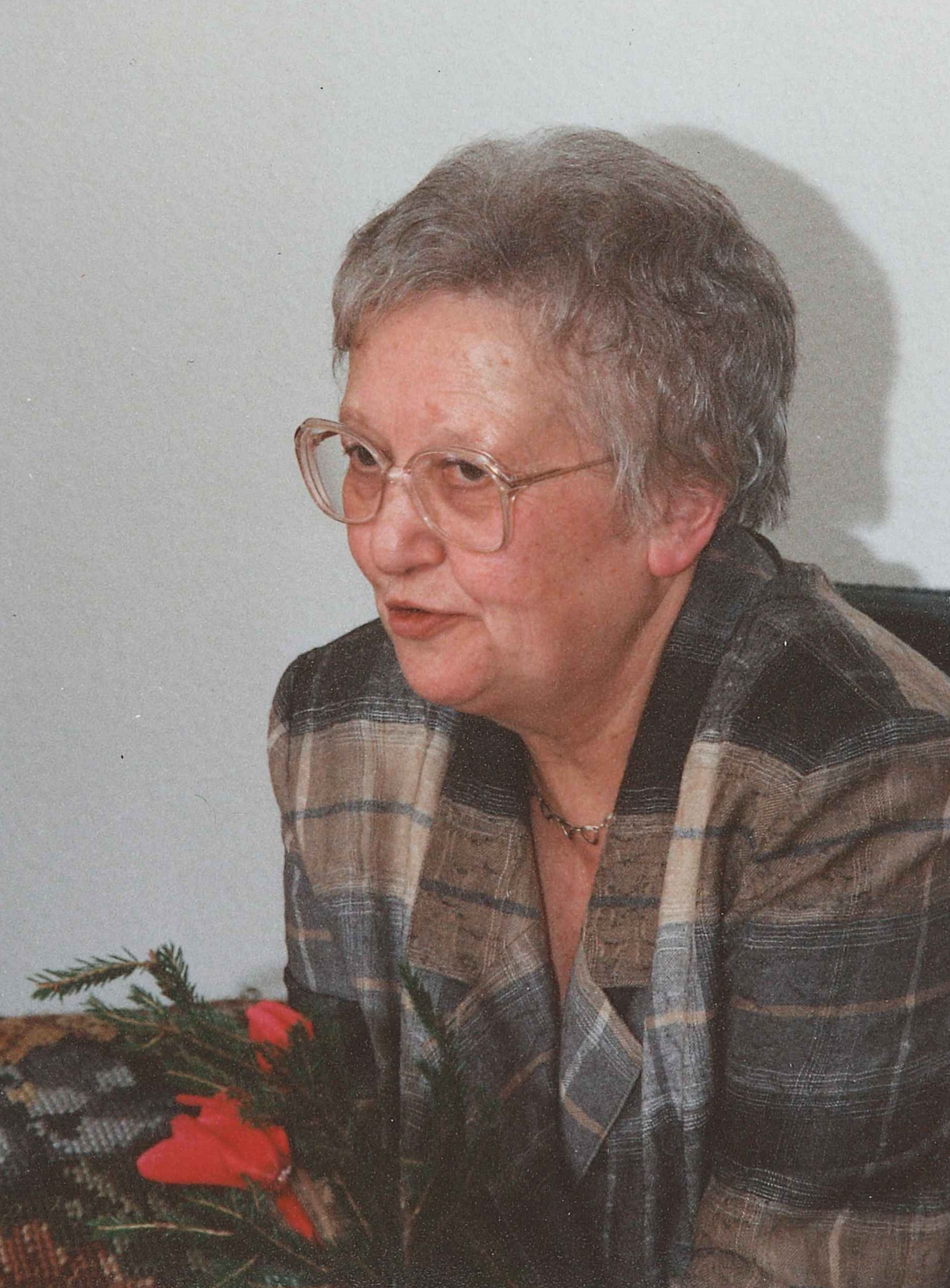
Helga Stöver ca. 1985

Helga Stöver (* 9. April 1926 in Mönchengladbach; † 7. Oktober 1993 ebenda) war eine deutsche Lehrerin. Sie engagierte sich angesichts ihrer Erfahrungen im Nationalsozialismus zeitlebens für die Integration Behinderter, die Belange von Flüchtlingen und die christlich-jüdische Verständigung.

## Leben und Wirken

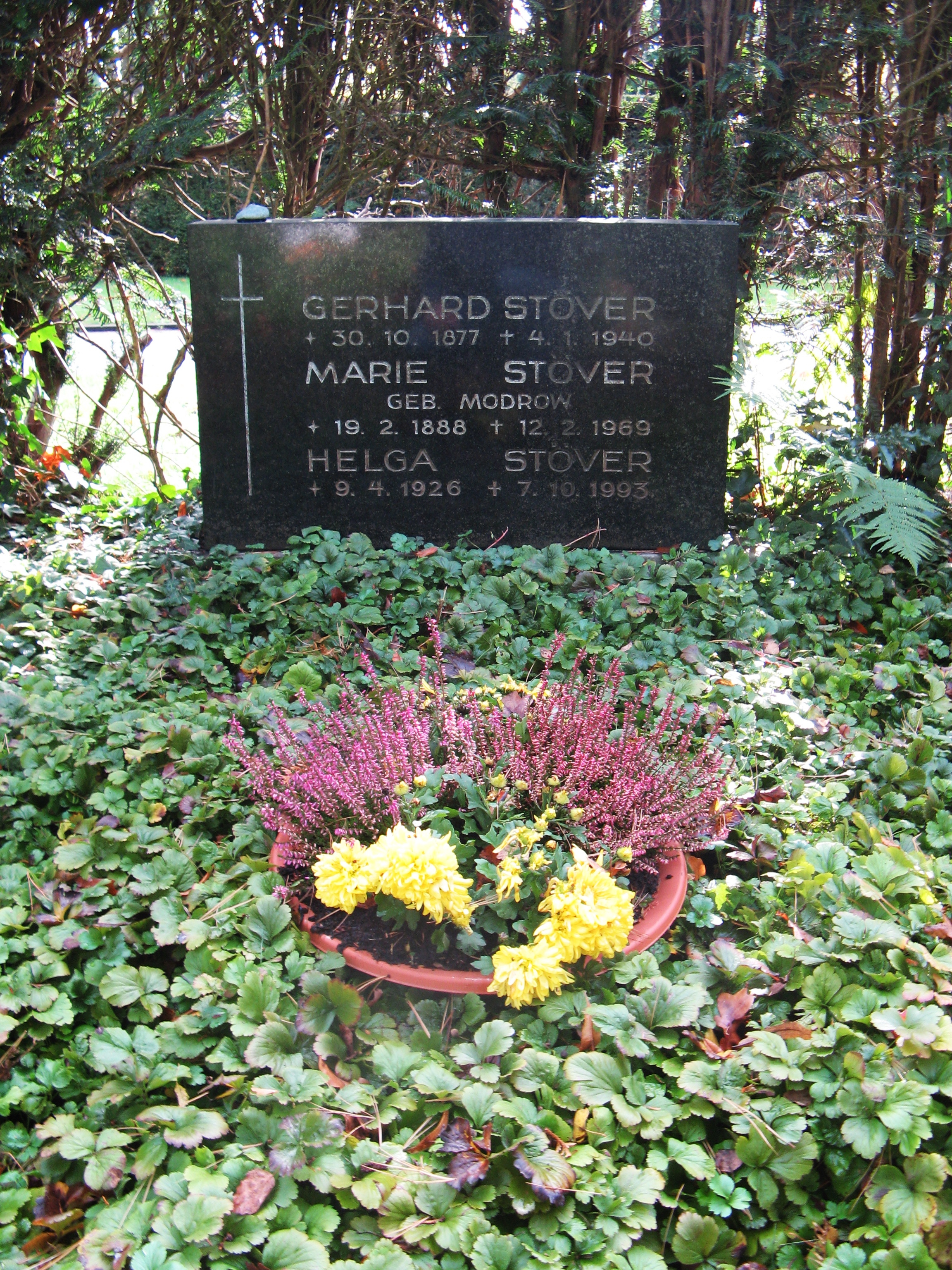
Grabstätte auf dem Ev. Friedhof Viersener Straße, Mönchengladbach

Nach dem Besuch der evangelischen Volksschule an der Charlottenstraße wechselte Helga Stöver Ostern 1936 auf das Oberlyzeum Mönchengladbach (heute Gymnasium am Geroweiher), das sie am 1. Februar 1944 mit dem Abitur verließ. Von März bis Dezember 1944 leistete sie Dienst beim Reichsarbeitsdienst. Ab Februar bis Juni 1945 war sie Schwesternschülerin in Bethel und im Anschluss bis Oktober 1945 am Bethesda Krankenhaus in Mönchengladbach. Von Mai bis September 1946 war sie stellvertretende Lagerführerin des Mädchensommerlagers im Hardter Wald. Von November 1946 bis August 1948 besuchte sie die Pädagogische Akademie in Kettwig mit Abschluss der Ersten Lehrerprüfung. Ab dem 1. November 1948 bis zum 11. August 1959 unterrichtete sie an der Evangelischen Volksschule Engelbleck. In diesem Zeitraum schloss sie die Zweite Lehrerprüfung ab und studierte daneben für das Lehramt an Realschulen, mit erfolgreicher Abschlussprüfung am 30. Oktober 1957. Im Anschluss daran studierte sie Lehramt an Hilfsschulen mit Abschlussprüfung am 20. Oktober 1961. Vom 12. August 1959 bis zum 31. Dezember 1968 unterrichtete sie an der Sonderschule Zeppelinstraße, ab 1965 als Konrektorin.
Zum 1. Januar 1969 bat sie um Entlassung aus dem Beamtenverhältnis, um Konrektorin an der Karl-Barthold-Schule der Evangelischen Bildungs- und Pflegeanstalt Hephata werden zu können. Diese Stelle erfüllte sie bis zu ihrem Eintritt in den Ruhestand am 31. Juli 1986. Helga Stöver zeichnete sich durch ein starkes Engagement zur Integration Behinderter in die Gesellschaft aus. Auch war sie Mitbegründerin und lange Zeit Geschäftsführerin der „Gesellschaft für christlich-jüdische Zusammenarbeit Mönchengladbach e. V.“.
Als Helga Stöver das 1984 gerade im Ullstein-Verlag erschienene Buch „Zwischen Tag und Dunkel, Mädchenjahre im Ghetto“ von Hilde Sherman, geborene Zander aus Wickrathberg, gelesen hatte, schrieb sie an den Verlag, um Kontakt mit der Autorin aufnehmen zu können. Aus dem entstehenden Briefwechsel entstand eine Freundschaft, aus der Freundschaft ein mehrmonatiger Besuch Helga Stövers in Bogotá (Kolumbien), dem damaligen Wohnort Hilde Shermans. 1988 wurde dann die Gesellschaft für Christlich-Jüdische Zusammenarbeit in Mönchengladbach neu gegründet und Helga Stöver ihre erste Geschäftsführerin. Die Stadt Mönchengladbach lud daraufhin 1989 rund 150 ehemalige jüdische Mitbürger bzw. deren Angehörige zu einer Besuchswoche in ihrer früheren Heimatstadt ein.

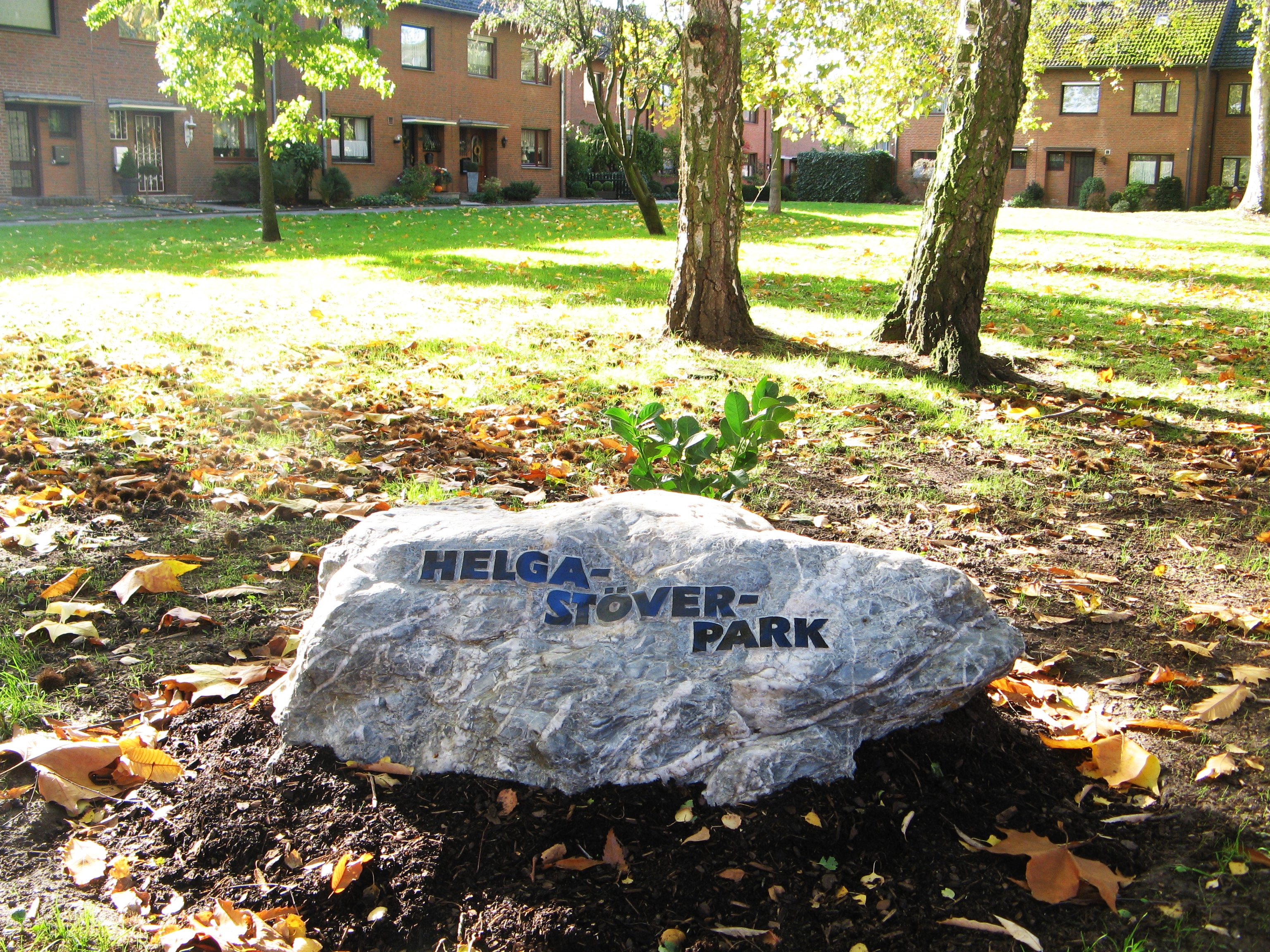
Der Helga-Stöver-Park in Mönchengladbach

Neben dieser Herzensangelegenheit engagierte sich Helga Stöver in vielfältiger Weise im Stadtjugendring, in der Evangelischen Friedenskirchengemeinde. 1988 adoptierte sie einen Kurden, um ihn vor der Abschiebung zu bewahren. 1993 sollte Helga Stöver mit der Ehrennadel der Stadt Mönchengladbach geehrt werden, ihr Tod am 7. Oktober 1993 kam dem zuvor. Ihr zu Ehren wurde im April 2013 in unmittelbarer Nähe ihres langjährigen Wohnortes in der Gaußstrasse in Mönchengladbach die Parkanlage vor den Häusern Neusser Str. 92 bis 114 in Helga-Stöver-Park (Lage) benannt. Am 3. Oktober 2013 wurde dort in einer Feierstunde ein Namensstein enthüllt.

„Meine Jugend in der Nazizeit hat mein weiteres Leben geprägt – bis heute. Weil ich erfahren habe, wie furchtbar Macht ausarten kann, liebe ich heute die Machtlosen: Behinderte, Ausländer, Juden … Deshalb wurde ich Sonderschullehrerin. Ich will mich der schrecklichen Vergangenheit unseres Volkes erinnern, damit ich in der Gegenwart erfahre, was Baal Schem Tow, ein jüdischer Weiser, in dem Satz zusammenfasste ‚Das Geheimnis der Erlösung heißt Erinnerung‘.“

## Reden und Schriften
- Helga Stöver: Gott hat mir immer beigestanden. In: Stadtarchiv Mönchengladbach (Hrsg.): Beiträge zur Geschichte der Stadt Mönchengladbach. Bearbeitung durch Doris Sessinghaus-Reisch. Mönchengladbach 1975, ISSN 0175-4793, S. 23–50.
- Helga Stöver: Was nicht in den Tagebüchern steht. In: Wulf Schade (Red.): Wach auf, es ist Krieg! : Wie Polen und Deutsche den 1. September 1939 erlebten. Herausgeber: Deutsch-Polnische Gesellschaft der Bundesrepublik Deutschland. Bielefeld 1989, ISBN 3-9801753-2-4, S. 109–118.